# Heliodor (escriptor)
Heliodor  (en llatí Heliodorus, en grec Ἡλιόδωρος) va ser un gramàtic i escriptor grec autor d'uns comentaris sobre Homer, obra mencionada per Eustaci d'Epifania i altres experts en Homer, i també per Apol·loni d'Afrodísies i Hesiqui de Milet. Les seves dates són desconegudes i alguns pensen que seria el mateix que l'Heliodor pare d'Ireneu d'Alexandria. Iriarte parla d'uns manuscrits a la Biblioteca Reial de Madrid d'un Heliodorus, potser aquest mateix.